# Thilouze
 Thilouze  es una población y comuna francesa, situada en la región de  Centro, departamento de Indre y Loira, en el distrito de Chinon y cantón de Azay-le-Rideau.

## Demografía
| 745 | 691 | 713 | 817 | 1049 | 1133 |
| Para los censos de 1962 a 1999 la población legal corresponde a la población sin duplicidades (Fuente: INSEE [Consultar]) |     |     |     |      |      |